# Inscrição Rúnica Dinamarquesa 154
A pedra Tvorup/Torup ou DR 154 † era uma pedra rúnica da Era Viking escrita em nórdico antigo e utilizando do alfabeto rúnico Futhark Recente, que desapareceu. De acordo com Skonvig, a pedra estaria localizada logo após a porta da igreja de Torup, tendo sido movida para lá de um monte a leste da igreja. Acredita-se que a pedra deve ter sido perdida durante seu transporte para Copenhague, já que nada mais se sabe sobre ela. Skonvig relatou que a pedra possuia 2,5 ells dinamarqueses de altura e 1 ell de largura.  Foi feita pelo mesmo mestre de runas que fez DR 155 (a pedra Sjørring ), e Lerche Nielsen (2010:244f) sugere que as duas pedras podem ser na verdade a mesma pedra. A pedra é datada do período de 970–1020, e o estilo da runa era o estilo RAK .

## Inscrição
Tradução literária das runas para caracteres latinos
[(o)sa : sati : stin · þonsi : aftiʀ : tuku ----iʀ · -a : -ir · sin : kuþon · ¶ is uarþ : uikin · (o) : aufu:hiþi : ¶ · uk · ua:s : him(þ)iki (:) ¶ saga : iutis ·]
Transcrição para o nórdico antigo:
Asa satti sten þænsi æftiʀ <tuku> ... ... ... sin goþan, æs warþ wægin a <aufu>heþi ok was hemþægi <saga> <iutis>..
Tradução para o português:
"Ása pôs esta pedra em memória de <tuku>, seu bom ... ... ... ; ele foi morto (na) charneca de <aufu> e era vassalo de <saga> <iuti> "